# Esperpento
Esperpento – hiszpański gatunek literacki oraz kategoria estetyczna.
Twórcą esperpento był pisarz Ramón María del Valle-Inclán, który użył tego określenia po raz pierwszy w 1920 w odniesieniu do swojej sztuki teatralnej. Określał nim jednak także utwory prozatorskie. W węższym znaczeniu esperpento to gatunek literacki charakteryzujący się deformacją rzeczywistości, obecnością groteski, absurdu, ironii, z elementami parodii i satyry. W szerszym znaczeniu esperpento oznacza osoby lub rzeczy śmieszne, brzydkie, dziwaczne, nonsensowne. Utwory pokrewne esperpento można też znaleźć w twórczości takich autorów jak Francisco Nieva, Luis Riaz, a w mniejszym stopniu Martínez Mediero i Romero Esteo.